# La Torba
La Torba is een plaats (frazione) in de Italiaanse gemeente Capalbio.
Badplaats gebouwd langs de Via Aurelia, met uitzicht op de Tyrreense Zee. Torba is gelegen in een gebied dat van belang vanuit archeologisch oogpunt, een paar kilometer van de Romeinse stad Cosa (nu Ansedonia).
La Torba staat bekend om zijn stranden (het zand is variabel in kleur van donkergrijs tot zwart voor de overvloedige aanwezigheid van metalen in de bodem) en voor de zomerfestivals.